# Катастрофа Ил-76 в Карачи
Авиакатастро́фа в Кара́чи — авиакатастрофа самолёта Ил-76, произошедшая примерно в 1:48 по местному времени (20:48 UTC 27 ноября) 28 ноября 2010 года в пригороде Карачи после взлёта самолёта из аэропорта.
Самолёт Ил-76, принадлежащий грузинской авиакомпании SunWays Airlines, выполнял рейс Карачи — Хартум и направлялся в Судан с гуманитарным грузом в рамках Индивидуального плана партнёрства с НАТО. Вскоре после взлёта самолёт упал в 500 метрах от ВПП.

## Погибшие
Погибли все 8 человек, находившихся на борту самолёта, 1 гражданин России и 7 граждан Украины. Также погибли 4 человека на земле (строители в строящемся доме), первоначально сообщалось о 12 и даже 20 погибших на земле. В данном районе проживали семьи офицеров Военно-воздушных сил и Военно-морского флота Пакистана. По заявлению пресс-службы МИД Украины члены экипажа сознательно направили самолёт в менее населённые районы города, чтобы избежать многочисленных жертв среди населения.
| Гражданство | Количество погибших на земле | Количество членов экипажа | Всего |
| ----------- | ---------------------------- | ------------------------- | ----- |
| Украина     | 0                            | 7                         | 7     |
| Россия      | 0                            | 1                         | 1     |
| Пакистан    | 4                            | 0                         | 4     |
| Всего       | 4                            | 8                         | 12    |

## Расследование причин
По предварительной информации катастрофа произошла из-за попадания в один из двигателей птицы и его дальнейшего возгорания.
28 ноября 2010 года представитель Управления гражданской авиации Пакистана (Civil Aviation Authority, CAA) коммодор Хваджа (Commodore Khwaja) сообщил журналистам, что два из четырёх двигателей грузового самолёта Ил-76 не работали в момент катастрофы.
По заявлению руководителя пресс-службы МИД Украины «основной версией причин катастрофы грузового самолёта Ил-76 в Пакистане является техническая неисправность самолёта».